# Europese kampioenschappen veldrijden 2008
De Europese kampioenschappen veldrijden 2008 was de zesde editie van de Europese kampioenschappen veldrijden georganiseerd door de UEC.
Het kampioenschap bestond uit de volgende categorieën:
| • Vrouwen elite (17 jaar en ouder)  | 0000 1992 en ouder |
|                                     |                    |
| • Mannen beloften (19 t/m 22 jaar)  | 0000 1987 - 1990   |
| • Jongens junioren (17 t/m 18 jaar) | 0000 1991 - 1992   |

## Medailleoverzicht
| Categorie        | Goud              | Goud   | Zilver            | Zilver | Brons                   | Brons  |
| Mannen           | Mannen            | Mannen | Mannen            | Mannen | Mannen                  | Mannen |
| ---------------- | ----------------- | ------ | ----------------- | ------ | ----------------------- | ------ |
| Mannen beloften  | Philipp Walsleben |        | Aurélien Duval    |        | Kenneth Van Compernolle |        |
| Jongens junioren | Tijmen Eising     |        | Lars van der Haar |        | Sean De Bie             |        |
| Vrouwen          |                   |        |                   |        |                         |        |
| Vrouwen elite    | Hanka Kupfernagel |        | Maryline Salvetat |        | Kateřina Nash           |        |

## Resultaten

### Vrouwen elite
| №      | Naam                     | Land |
| ------ | ------------------------ | ---- |
| Goud   | Hanka Kupfernagel        | GER  |
| Zilver | Maryline Salvetat        | FRA  |
| Brons  | Kateřina Nash            | CZE  |
| 4      | Christel Ferrier-Bruneau | FRA  |
| 5      | Daphny van den Brand     | NED  |
| 6      | Saskia Elemans           | NED  |
| 7      | Pavla Havlíková          | CZE  |
| 8      | Helen Wyman              | GBR  |
| 9      | Sanne Cant               | BEL  |
| 10     | Caroline Mani            | FRA  |

### Mannen beloften
| №      | Naam                    | Land |
| ------ | ----------------------- | ---- |
| Goud   | Philipp Walsleben       | GER  |
| Zilver | Aurélien Duval          | FRA  |
| Brons  | Kenneth Van Compernolle | BEL  |
| 4      | Quentin Bertholet       | BEL  |
| 5      | Marcel Meisen           | GER  |
| 6      | Romain Lejeune          | FRA  |
| 7      | Robert Gavenda          | SVK  |
| 8      | Guillaume Perrot        | FRA  |
| 9      | Jiri Polnicky           | CZE  |
| 10     | Joeri Adams             | BEL  |

### Jongens junioren
| №      | Naam              | Land |
| ------ | ----------------- | ---- |
| Goud   | Tijmen Eising     | NED  |
| Zilver | Lars van der Haar | NED  |
| Brons  | Sean De Bie       | BEL  |
| 4      | Jan Nesvadba      | CZE  |
| 5      | Bryan Falaschi    | ITA  |
| 6      | Pierre Garson     | FRA  |
| 7      | Valentin Hadoux   | FRA  |
| 8      | Luca Braidot      | ITA  |
| 9      | Karel Hnik        | CZE  |
| 10     | Matthias Bossuyt  | BEL  |

## Medaillespiegel
| Plaats | Land      | Goud | Zilver | Brons | Totaal |
| 1      | Duitsland | 2    | 0      | 0     | 2      |
| 2      | Nederland | 1    | 1      | 0     | 2      |
| 3      | Frankrijk | 0    | 2      | 0     | 2      |
| 4      | België    | 0    | 0      | 2     | 2      |
| 5      | Tsjechië  | 0    | 0      | 1     | 1      |
| Totaal | Totaal    | 3    | 3      | 3     | 9      |

Kampioenschappen:  Wereldkampioenschappen · 
 Europese kampioenschappen · 
 Belgische kampioenschappen · 
 Nederlandse kampioenschappen
Klassementen:  Wereldbeker · 
 Superprestige · 
 GvA Trofee · 
 TOI TOI Cup · 
 Challenge national
2003 · 
2004 · 
2005 · 
2006 · 
2007 · 
2008 · 
2009 · 
2010 · 
2011 · 
2012 · 
2013 · 
2014 · 
2015 · 
2016 · 
2017 · 
2018 · 
2019 · 
2020 · 
2021 ·
2022 ·
2023 ·
2024 ·
2025 ·
2026